# Фажол (Од)
Фажол (фр. Fajolle) насеље је и општина у јужној Француској у региону Лангдок-Русијон, у департману Од која припада префектури Лиму.
По подацима из 2011. године у општини је живело 13 становника, а густина насељености је износила 0,82 становника/km². Општина се простире на површини од 15,79 km². Налази се на средњој надморској висини од 1100 метара (максималној 2.059 m, а минималној 1.069 m).

## Демографија
| 1962. | 1968. | 1975. | 1982. | 1990. | 1999. | 2011. |
| ----- | ----- | ----- | ----- | ----- | ----- | ----- |
| 38    | 48    | 29    | 20    | 12    | 10    | 13    |

График промене броја становника у току последњих година